# ...So Man Created God in His Own Image
...So Man Created God in His Own Image – drugi album studyjny polskiej grupy muzycznej Abused Majesty. Materiał nagrano ponownie w Hertz Studio na przełomie lutego i kwietnia 2007 roku. Wydawnictwo ukazało się w 2008 roku nakładem Empire Records. W 2009 roku album został wznowiony przez firmę Witching Hour Productions.

## Lista utworów
Źródło.
1. "Immortality Crusade, Pt. 1" (Rob D.) - 3:20
2. "Immortality Crusade, Pt. 2" (Rob D.) - 4:24
3. "Death of a Blind Guide" (Rob D.) - 2:58
4. "The Ruins" (Rob D.) - 4:12
5. "I am Destroyer of Gods" (Rob D.) - 3:34
6. "Immortality Crusade, Pt. 3" (Rob D.) - 1:27
7. "Birth of God" (Rob D.) - 4:00
8. "Soul of the Beast" (Socaris) - 3:28
9. "Omnivorous Sonatina" (Ia) - 4:20
10. "Serpenthrone" (Rob D.) - 2:45
11. "Immortality Crusade, Pt. 4" (Rob D.) - 4:19
12. Utwór ukryty - 1:12

| CD 2 (reedycja 2009) |
| --- |
| Crusade for Immortality (demo) 1. "Prologue - The Majesty of the Sacred Mountain" - 1:35 2. "Soul of the Beast" - 3:16 3. "Immortality Crusade, Pt. 2" - 4:40 4. "Viperion Ardant" - 3:51 5. "The Night of the Triumphator" (cover Satyricon) - 5:25 Gods Are With Us (demo) 1. "Prologue" - 1:05 2. "Vicious Circle" - 2:00 3. "Gods Are With Us" - 5:11 4. "The Raven Odin's Witness" - 4:32 5. "Valley of Speechless Dusk" - 1:53 Thee I Worship (demo) 1. "I am the Judge" - 3:46 2. "Thee I Worship" - 5:04 3. "Under the Sign of the Pentagram" - 2:11 4. "Bring Forth the Darkness" - 4:05 5. "Raise Hell" - 5:57 |

## Twórcy
Źródło.
| - Tomasz "Hal" Halicki - śpiew, gitara basowa - Robert "Rob-D" Danielski - gitara rytmiczna, gitara prowadząca - Łukasz "Icanraz" Sarnacki - perkusja - Wacław "Vac-V" Borowiec - instrumenty klawiszowe - Wojciech "Flumen" Kostrzewa - instrumenty klawiszowe | - Katarzyna Polak - wiolonczela, śpiew - Piotr Polak - produkcja muzyczna - Wojciech Wiesławski - inżynieria dźwięku, miksowanie, mastering - Sławomir Wiesławski - inżynieria dźwięku, miksowanie, mastering - Seth Siro Anton - okładka, oprawa graficzna |